# ピューマ渡久地
ピューマ渡久地（ピューマ とぐち、1969年11月20日 - ）は、日本の元プロボクサー。本名は渡久地 隆人（とぐち たかと）。沖縄県石川市（現・うるま市）出身。身長161cm。血液型A型。興南高等学校卒業、日本大学農獣医学部中退。ボクシングスタイルは、右のファイター型。元日本フライ級王者。
鬼塚勝也、辰吉丈一郎と共に平成の三羽烏と称され、1990年代初期の日本プロボクシング界で活躍した。

## 来歴

### アマチュア時代
高校入学と同時にボクシングを始め、金城真吉監督の指導の下才能を開花させていく。渡久地は監督にとって最も手を焼いたヤンチャな部員であった。1987年インターハイフライ級準優勝、海邦国体で沖縄県チームとして優勝。高校の同期にプロバスケットボールBリーグ・サンロッカーズ渋谷現ヘッドコーチの伊佐勉。

### プロ時代
アマチュア時代から58戦53勝（40RSC）5敗と、プロ顔負けのパワフルなボクシングを持ち味として18歳でプロ入りを果たし、1988年8月にデビュー。

#### 新人王決定戦
全日本新人王（MVP）、A級トーナメント優勝（MVP）、日本プロスポーツ大賞・内閣総理大臣新人賞受賞などを受賞。東日本新人王トーナメント決勝では、後のWBC世界スーパーフライ級王者・川島郭志を6回TKOで破っている。ちなみに、前年のインターハイでは決勝で川島に敗れ、前述のとおり準優勝に終わっている。

#### 日本王座獲得
9戦全KO勝ちの戦績を引っ提げ、1990年3月、10戦目で日本王座初挑戦。ここでもKO勝ちを収め、王座獲得。その後、8月の初防衛戦もKO勝ちし、デビューからの連続KO勝利数を「11」に伸ばす。11月の2度目の防衛戦は10回判定勝ち。12戦目で連続KO勝利は途切れたが、デビュー戦から11戦連続KO勝ちは日本歴代3位の記録。
1991年3月、3度目の防衛戦で当時売り出し中のロシア人ボクサー勇利アルバチャコフ（当時のリングネームは「チャコフ・ユーリ」）と対戦することになっていたが、試合直前に当時の所属ジムとトラブルを起こし失踪。日本王座は剥奪となり、ペナルティとしてJBCから「無期限ライセンス停止」の処分を受ける。
その後、JBCも本人の更生を認めライセンス停止処分を解除し、2年半の近いブランクを経て復帰。1993年4月、復帰初戦。元WBA世界フライ級王者の現役世界ランカーヘスス・ロハス（ベネズエラ）と対戦し9回TKO負け。プロ初黒星を喫する。その後、1994年8月の試合にも敗れ、2敗目を喫する。

#### 日本王座再獲得
1995年1月23日、復帰5戦目で日本王座再挑戦。同フライ級王者岡田明広を10回判定に降し、4年ぶりの王座返り咲きに成功したが、試合後、リング上でのインタビュー中に岡田の応援団に激しく野次られ激怒。「気に入らないなら（チャンピオン）ベルト返してやるよ！」と叫び、ベルトを外そうとする一幕があった。その後3度（前回の王座を含め通算5度）の防衛に成功。

#### 世界初挑戦
1996年8月26日、世界初挑戦。両国国技館で前述の無期限ライセンス停止で対戦出来なかったWBC世界フライ級王者・勇利アルバチャコフに挑むも、9回TKOで敗北（なお、この試合はJBC等の選考による同年の年間最高試合に選ばれた）。なお、この試合からリングネームを本名である「渡久地隆人」と名乗るようになる。

#### 現役終盤
その後、スズキ・カバトとの指名試合・4度目の防衛戦をキャンセル、保持していた日本王座を返上し、勇利が所属する協栄ジムに移籍。その後5連勝して世界再挑戦決定。リングネームを「ピューマ渡久地」に戻し、1998年12月にWBA世界スーパーフライ級王者飯田覚士に挑むことになったが、試合前に「脳梗塞の疑いがある」と診断され、再挑戦中止。結局、「脳梗塞の疑い」は誤診であったが、リング復帰まで1年以上を要した。1999年10月、1年4か月ぶりの試合に臨んだが、3回TKO負け。結局、この試合を最後に現役を引退。
移籍の難しい日本プロボクシング業界の中で、ビクトリージム〜埼玉池田ジム〜十番TYジム〜協栄ジムと計4つのジムを渡り歩いた。

### 引退後
1993年8月5日に生田聡美と入籍、その後、二女一男をもうけた。結婚後に港区東麻布に「ピューマ渡久地ボクシングジム」を開設し、同ジムの名誉会長に就任した。2007年度東日本ボクシング協会理事も務めた。同ジムではアマチュア時代の富樫直美を指導したこともある。
だが慣れないジム経営によるストレスで夫婦関係が悪化し、妻とは2006年に離婚して子供3人とも離れた。現役時代の競技生活を要因としたパンチドランカーが悪化し、2016年には沖縄の実家に帰郷して療養を始めた。2019年4月12日放送のTBS系『爆報! THE フライデー』では、てんかん発作を繰り返したため記憶障害が重くなり、自分の年齢も分からないほどの状態になった様子が映された。散歩に出かけると自宅の場所を忘れ、自身の介護のために仕事を辞めて沖縄に来た長女が誰であるかすら思い出すのに時間がかかる有様であった。
同年7月2日、うるま市にある実家の近くで泥酔状態で傷害事件を起こし、現行犯逮捕されたが、20日後に不起訴処分となり釈放された。
2019年9月13日放送のTBS系『爆報! THE フライデー』では、上記の傷害容疑で逮捕や釈放後は拘束具をつけられて精神病院に入院したこと、脳の精密検査で小脳と側頭葉の異常な収縮が判明したことが放送された。

## 戦績
プロ通算戦績 27戦23勝（19KO）4敗

## 獲得タイトル
- 第36代日本フライ級王座（1期目:防衛2=返上）
- 第42代日本フライ級王座（2期目:防衛3=返上）